# Mapa de tu amor
«Mapa de tu amor» es una canción compuesta por los músicos argentinos Luis Alberto Spinetta y Leo Sujatovich, e interpretada por la banda Spinetta Jade, que integra el álbum Bajo Belgrano de 1983, tercer álbum de la banda, ubicado en la posición n.º 69 de la lista de los 100 mejores discos del rock argentino por la revista Rolling Stone. La canción se considera un hito en la música popular argentina por haber introducido el sintetizador Prophet 5.
En este álbum Spinetta Jade formaba con Spinetta (voz y guitarra), Leo Sujatovich (teclados, Prophet 5), Pomo Lorenzo (batería) y César Franov (bajo).

## La canción
"Mapa de tu amor" es el sexto track (primero del Lado B del disco de vinilo original). Es uno de los cinco temas compuestos por Sujatovich, cuatro de ellos en coautoría con Spinetta ("Vida siempre", "Mapa de tu amor", "Era de uranio" y "Viaje y epílogo") y "Ping pong", que integran el álbum Bajo Belgrano.
Es una canción pop con una melodía pegajosa, de estilo FM. Spinetta se burla de sí mismo al anunciar esta canción en el recital de presentación, diciendo "para ti muchacha", con tono de presentador radial. Es la tercera y última en la que aparece la percusión de Fattoruso, con un aire de candombe.

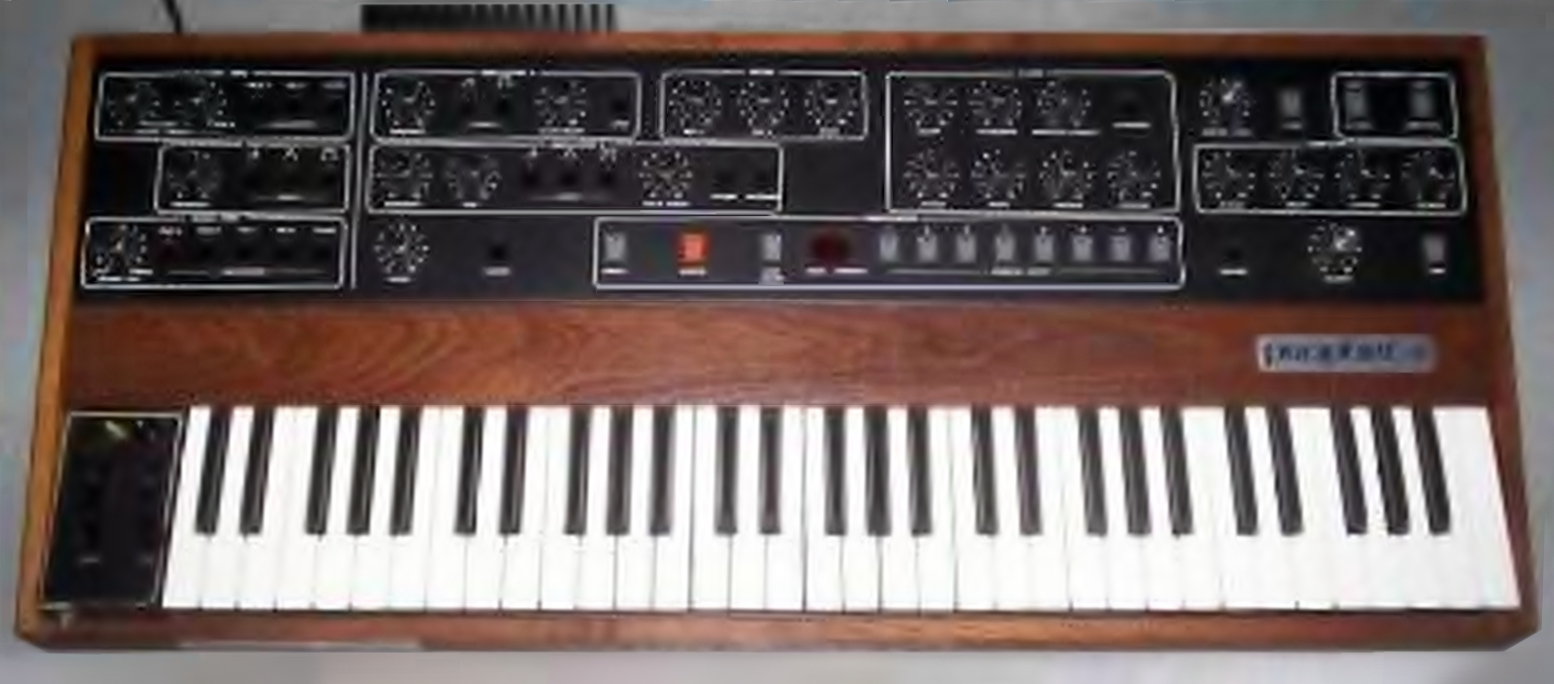
El sintetizador analógico Prophet-5 de SCI. Introducido en Argentina por Sujatovich en 1983. "Mapa de tu amor" es una de las primeras canciones en la que el público argentino pudo oírlo y marca un hito de cambio en la música popular argentina.

El músico Gonzalo Aloras realizó el siguiente comentario sobre la canción:

La introducción de esa canción, está hecha con una nueva tecnología aplicada dentro del mundo estético de Spinetta, que hasta ese momento usaba una tímbrica ligada exclusivamente con el rock clásico. Esa intro estaba hecha con un teclado que se llama Prophet 5, recién estrenado en el país. Quien lo tocaba era Leo Sujatovich. Lo que se estaba haciendo con ese disco no era exponer los beneficios del Prophet 5, sino exponer una idea poética, musical, a través de esa técnica. Sólo en esa suerte de alquimia entre la poesía, la composición, la alquimia de Luis y la tecnología se puede producir esta magia.
Gonzalo Aloras

La letra le pide a una mujer el modo de lograr que ella se enamore de él, «yo no sé buscarte, dame un mapa de tu amor».